# Deus absconditus
Deus absconditus, latin för "den fördolde Guden", innebär att Gud är så fördold och gåtfull att han inte kan fångas med tanken.  Uttrycket är hämtat från Jesaja 45:15, ”Du är sannerligen en dold gud, Israels Gud, som ger räddning”.
Motsatsen i luthersk teologi är Deus revelatus, "den uppenbarade Guden".